# シャンボール城
シャンボール城 (シャンボールじょう、Château de Chambord) は、フランス北中部に位置するロワール＝エ＝シェール県のシャンボールにある城。ロワール渓谷に点在する城のうち、最大の広さを持つ。フランス王フランソワ1世のために建てられた。
世界遺産「シュリー＝シュル＝ロワールとシャロンヌ間のロワール渓谷」に含まれる。シャンボール城は1981年から2000年まで単独で世界遺産に登録されていた。

## 建築
シャンボール城は、古典的なイタリアの構造に伝統的なフランス中世の様式を取り入れた、フレンチ・ルネサンス様式（北方ルネサンス様式）が特異な城である。ロワール渓谷最大の威容を誇るが、元はフランソワ1世の狩猟小屋を始まりとした城であり、彼の主な居城はブロワ城とアンボワーズ城であった。
シャンボール城の設計はドメニコ・ダ・コルトナによるものだったが、1519年から1547年にかけての建設の間にかなりの変更が加えられた。レオナルド・ダ・ヴィンチはフランソワ王の客人であり、アンボワーズ城近くのクロ・リュッセに住居を与えられた。ダ・ヴィンチはシャンボール城の設計に関与していたと考えられている。城の完成が近づくとフランソワ王は、自分の富と権力の巨大な象徴として、宿敵カール5世をシャンボールに招待して見せびらかした。

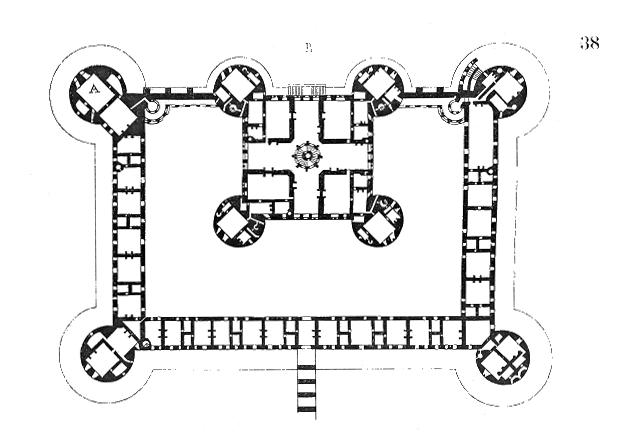
設計図

シャンボール城は中央の本丸と4つの巨大な塔から成る。本丸は大きな塔2基とともに、大きな前壁を形作る。
さらに大きな塔2基の土台が後部にあるが、これらはそれ以上建設を進められることもなく、壁と同じ高さのままである。
城には部屋が440、暖炉が282、階段が74ある。ヴォールト建築の直線の廊下が4本、交差して十字を形作っている。その他、多数の小塔があり、屋上には300以上の塔が立っているとも俗に語られる。

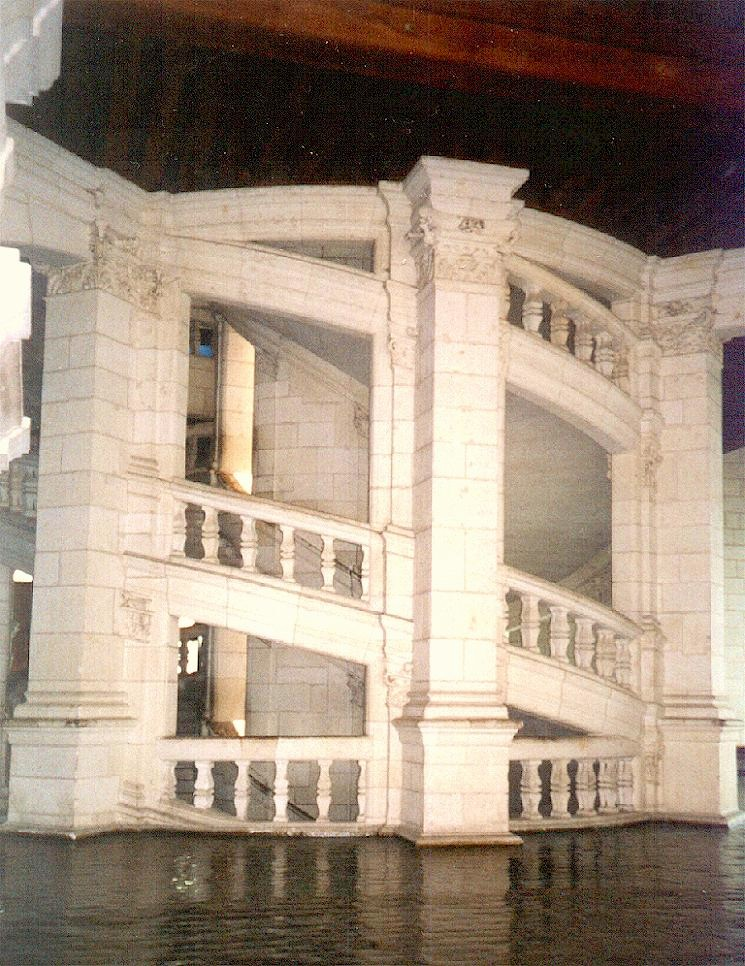
二重らせんの階段

建築上の見所の1つに、二重らせんの階段が挙げられる。2つの階段を使えば、相手に出会うことなく3階まで昇り降りができるのである。広々としたすばらしい階段はシャンボール城見学のハイライトとなっており、城の最上部から照らし出されている。階段を設計したのはレオナルド・ダ・ヴィンチだという説もあるが、これは確かではない。この種の構造を有する近代以前の建造物は世界的にも珍しい（栄螺堂#会津さざえ堂）。
城の特徴としてはまた、128mものファサード、彫刻された800以上もの柱、精巧に飾られた屋根が挙げられる。シャンボール城の建設を命じたとき、フランソワ1世はコンスタンティノープルの地平線に現れる屋波をイメージしたのである。

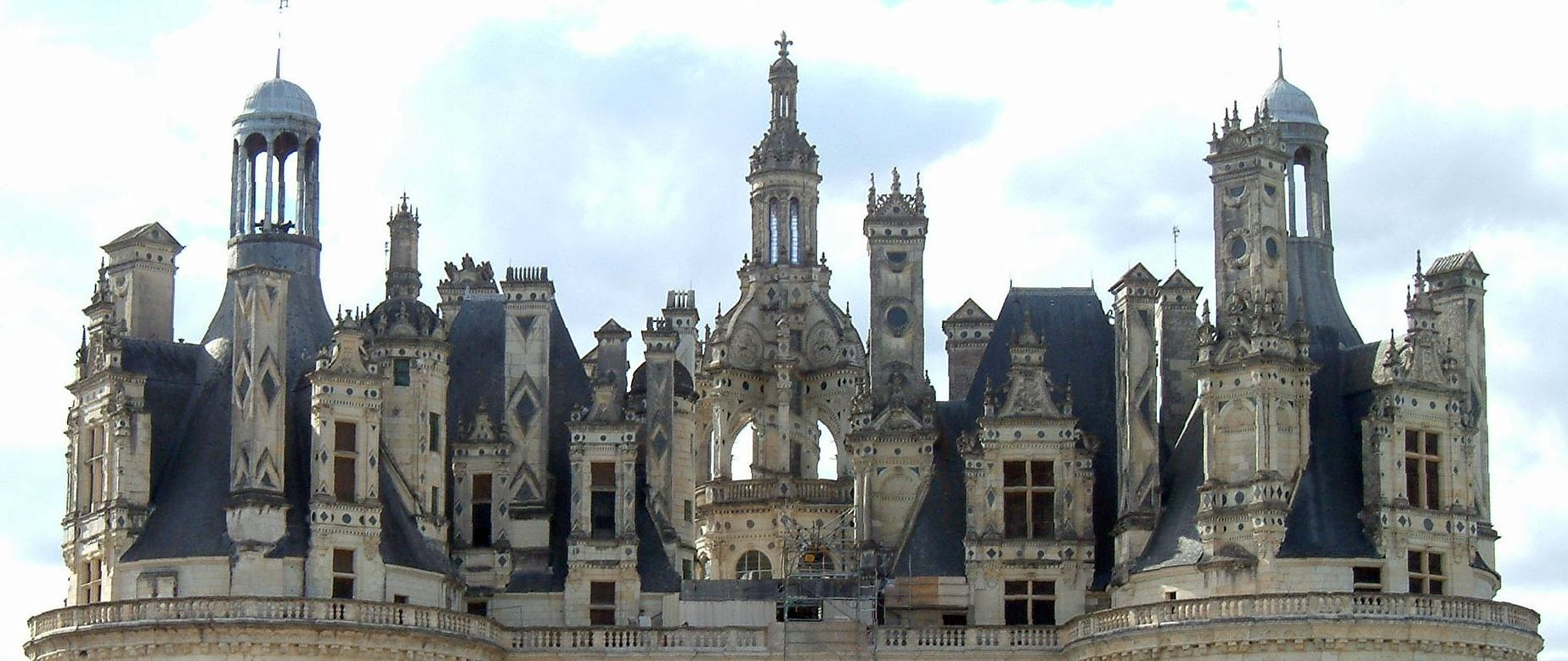
華麗に装飾された屋根

城の周りには、52.5平方km（13,000エーカー）の森林公園が広がり、31km（20マイル）の壁で囲まれた禁猟区にはアカシカが生息している。
シャンボール城には、敵からの防御を意図した構造物は何もない。壁や塔、堀の一部は華麗に装飾され、当時としても時代錯誤なほどであった。建築の基本には、開き窓、外廊下、屋上の広大なオープンスペースなど、イタリア・ルネサンス様式を取り入れているが、これは寒冷な中央フランスには不適当であった。

## 歴史

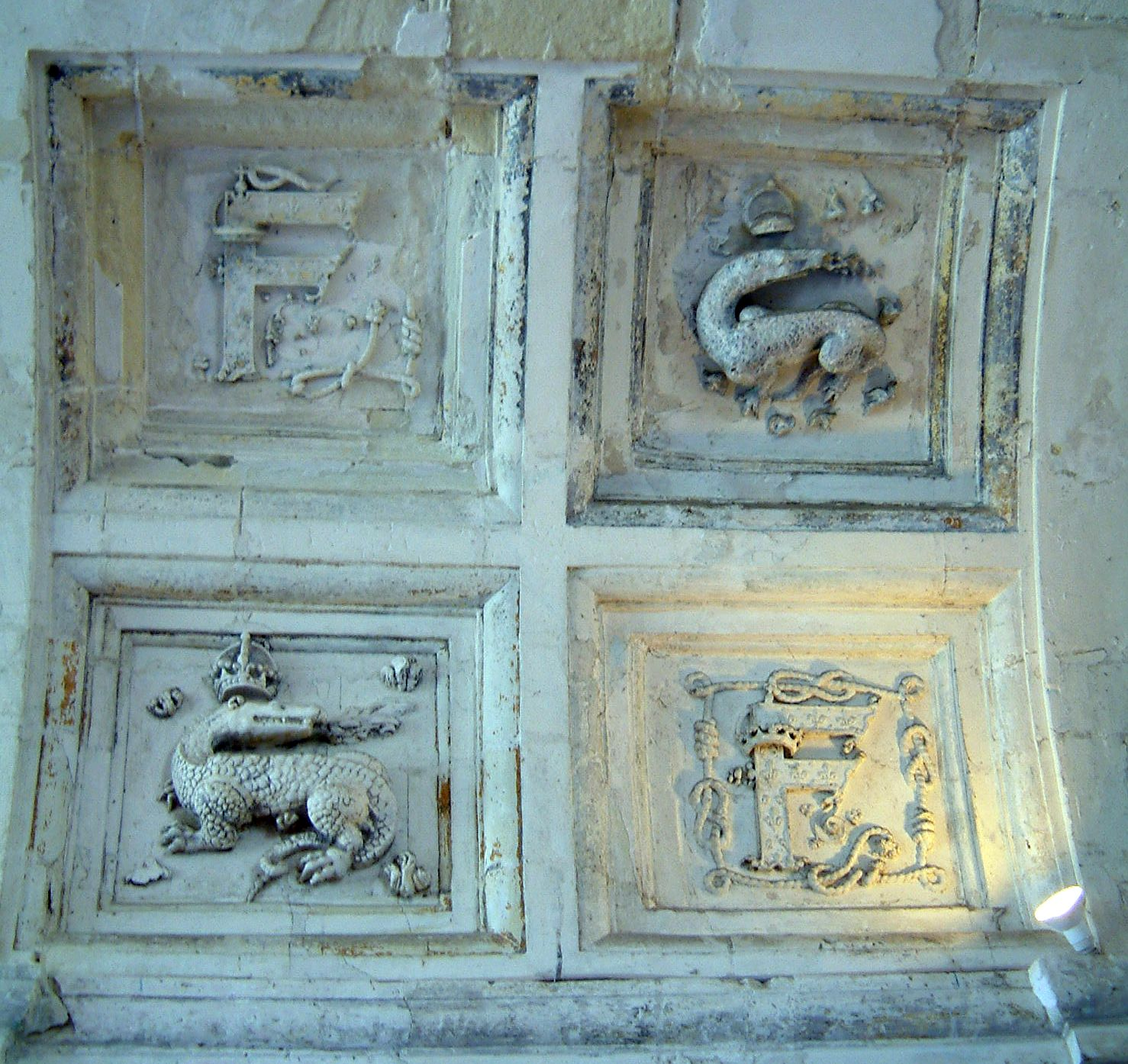
フランソワ1世の紋章サラマンダー（火トカゲ）。多くの部屋の天井飾りに見られる。

### フランソワ1世
フランソワ1世は統治時代、シャンボールに滞在することはほとんどなかった。実際、王が滞在したのは合わせても7週間、狩猟のための短い訪問だった。城は短期訪問を目的に建設されたので、居住性には優れておらず、長期滞在には向かなかった。大きな部屋、開いた窓や高い天井のため、暖房が行き届かなかったのである。また、城の周りには村や集落がなかったので、狩りの獲物のほかにはすぐに食べ物も手に入らなかった。このため食べ物はすべて大量に、通常2000人分を一度に運び込まねばならなかった。
結果として、城はこの期間、調度品は完全には揃えられていなかった。すべての家具、壁掛け、食器などは狩猟旅行のたびに特別に持ち込まれた。この時代の多くの家具は、このため分解して容易に持ち運びできるように作られていた。

### ルイ14世
フランソワ1世の死後は80年以上、フランスの各王は城を放り出したままで、荒れ果てるに任せていた。ようやく1639年、ルイ13世が弟オルレアン公ガストンに城を与えると、ガストン公は城の修繕に乗り出し、シャンボール城を荒廃から救い出した。ルイ14世は巨大な本丸を改修し、城に調度品を備え付けた。王は300頭の馬の厩舎を作らせ、狩猟に出かけたり、モリエールなどの名士を毎年数週間滞在させたりできるようにした。にもかかわらず、ルイ14世は1685年には城を放棄した。

### ルイ15世
1725年から1733年まで、スタニスワフ・レシチニスキ（元ポーランド王でルイ15世の義理の父）がシャンボールに滞在した。1745年には王はモーリス・ド・サックスが戦いで示した勇気を賞して、城を彼に与えた。モーリスはフランス陸軍の元帥で、連隊を城に滞在させた。モーリスは1750年に死亡し、巨大な城は再び長く放置されることとなった。

### シャンボール伯
1792年、フランス革命政府は調度品の売却を命じた。空っぽのまま放置されていた城をナポレオン・ボナパルトはフランス陸軍の指導者ベルティエに与えた。城はその後、ベルティエ未亡人から買い取られて、幼いボルドー公爵アンリ・ダルトワ（シャンボール伯、1820年 - 1883年）のものとなった。彼の祖父シャルル10世（在位 1824年 - 1830年）は王政復古を試みたが短期間で失敗し、1830年に退位、亡命した。普仏戦争（1870年 - 1871年）の間には、城は野戦病院として使われた。

### ブルボン＝パルマ家
城を利用しようとしたシャンボール伯が1883年に死ぬと、シャンボール城はその姉ルイーズ・ダルトワの血を引くイタリアのパルマ公爵家（ブルボン＝パルマ家）のものとなった。最初がルイーズの息子パルマ公ロベルト（1907年死去）、ついでその息子エリアスである。修繕の試みは1914年の第一次世界大戦で水泡に帰した。城は1930年、フランス政府の資産となった。しかし城の修繕が始まったのは、第二次世界大戦が1945年に終了して数年後のことであった。

### 現在
シャンボール城は現在、「フランスの庭」と呼ばれるほどロワール渓谷でも特に有名な城として屈指の観光地となっている。1981年、ユネスコの世界遺産に「シャンボールの城と領地 (Chateau and Estate of Chambord)」として登録されていたが、2000年に指定範囲が拡大され、シュリー＝シュル＝ロワールからシャロンヌまでの約200キロがロワール渓谷 (Val de Loire entre Sully-sur-Loire et Chalonnes) に組み込まれた。
2012年9月、トリップアドバイザーの企画「バケットリスト」の「世界の名城25選」に選ばれた。
2017年、フランス革命以来放置されていた庭園の修復工事が完了した。工事自体は7か月で完了したが、荒らされる前の姿を適切に再現するための事前調査および設計に14年を要した。
2021年1月のパリ・メンズ・ファッション・ウィークにおいて、セリーヌ・オムが当城を舞台にショーを発表した。コロナ禍のためデジタル映像作品として制作され、屋外回廊を歩くモデルとともに、至近距離から撮られた屋根の装飾などがふんだんに映像として収められた。

## ギャラリー

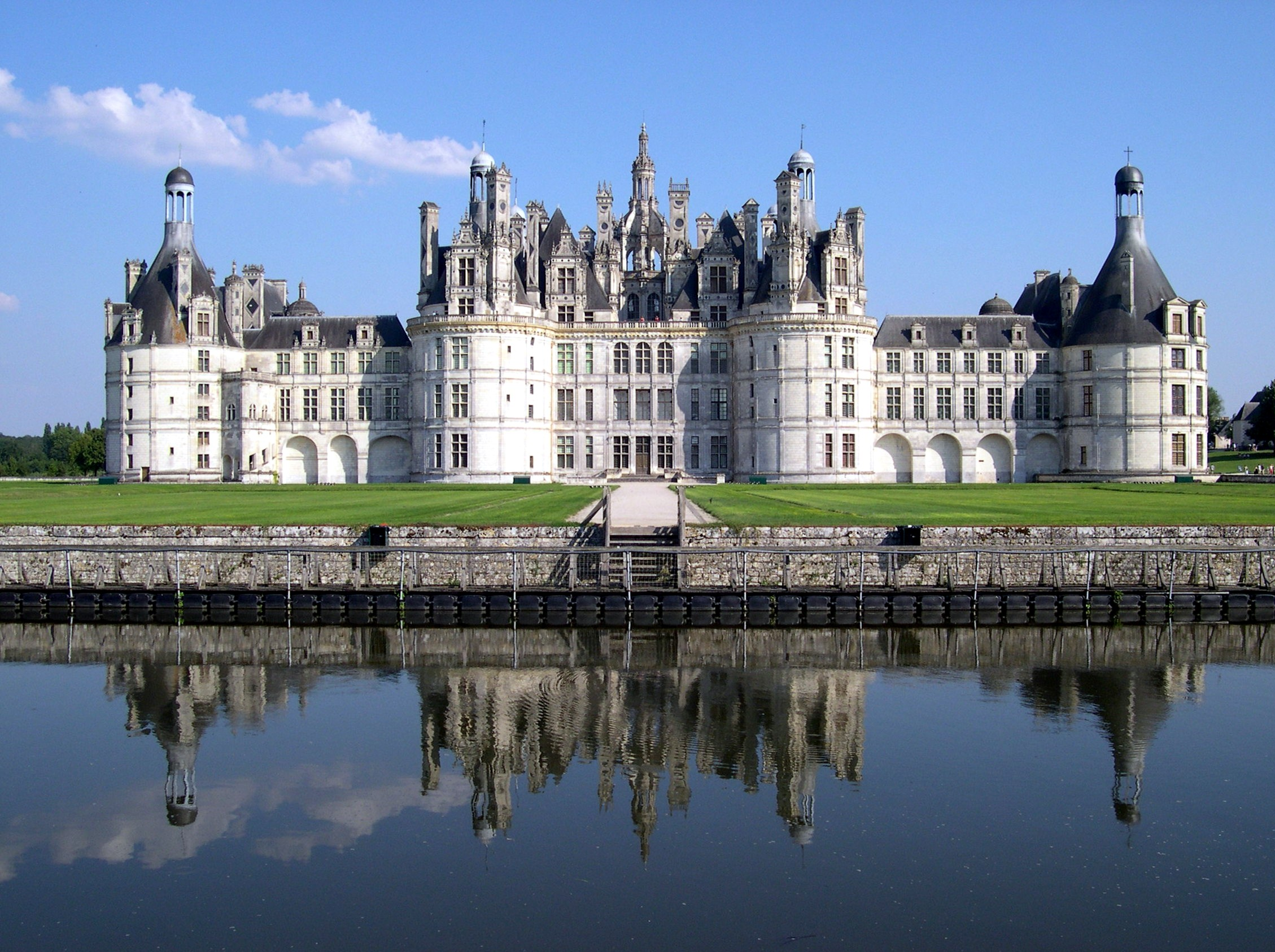
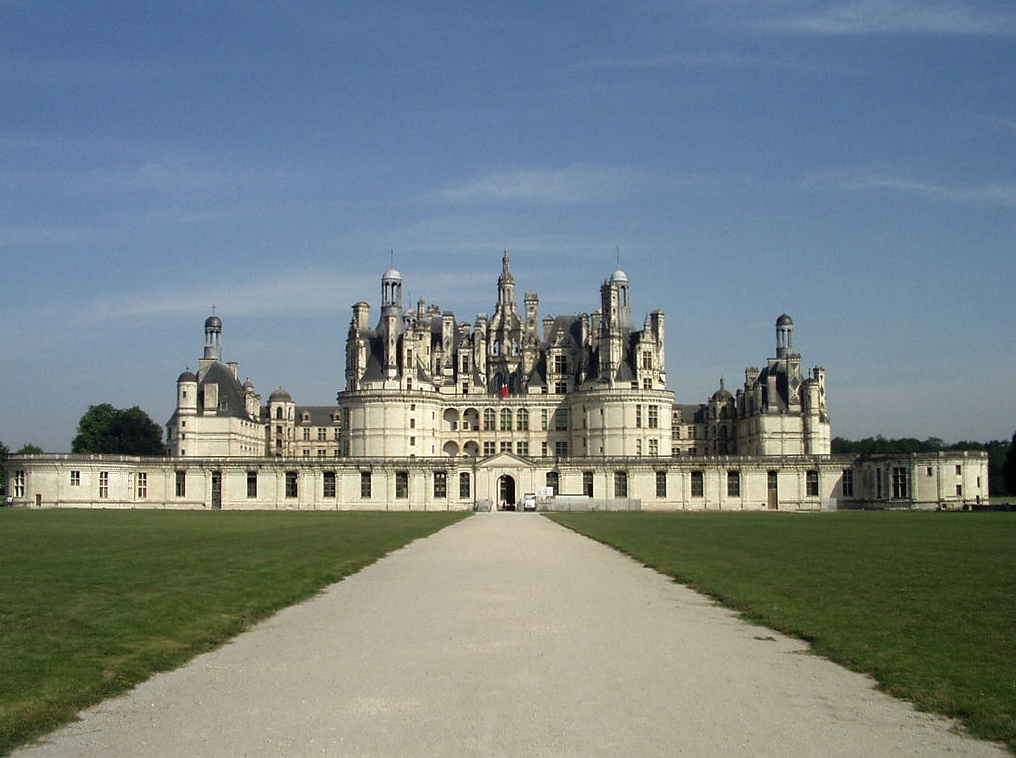
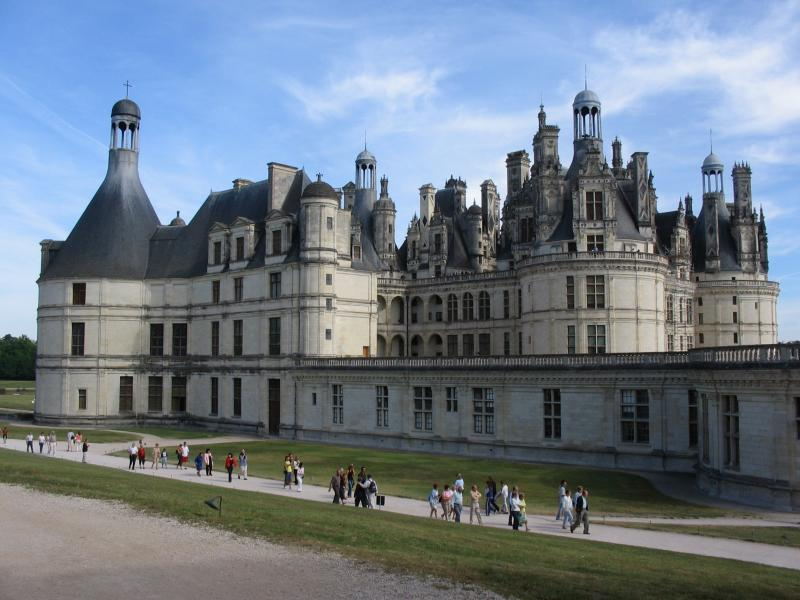
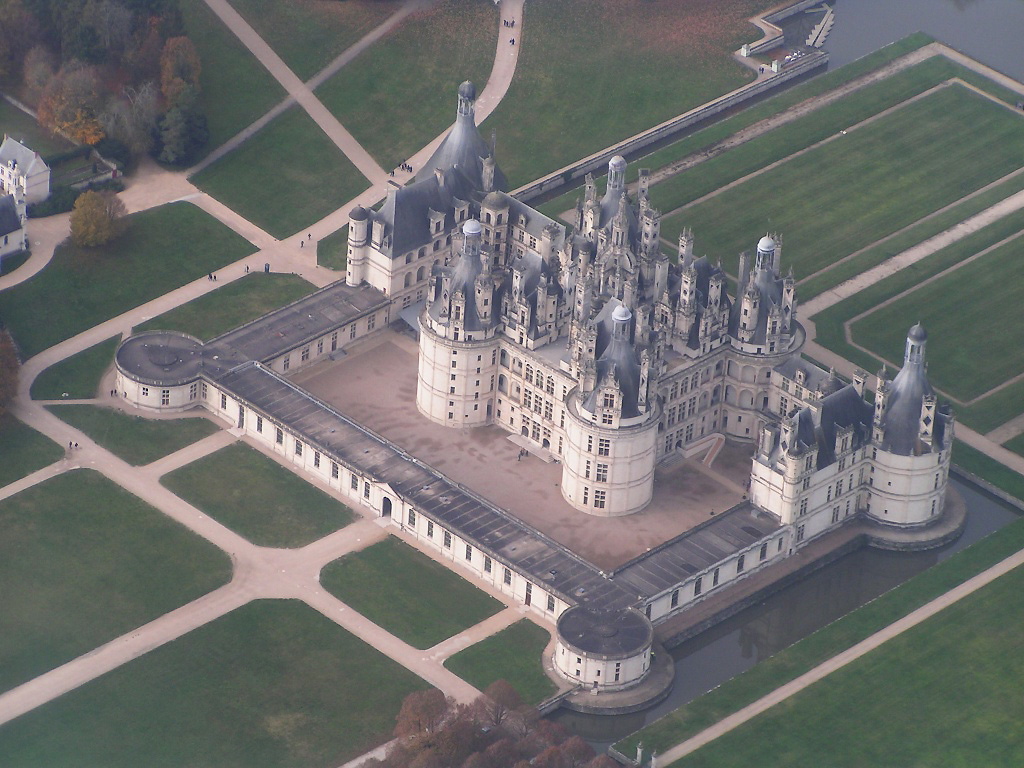